# Adrian Cristea
Adrian Cristea (Jászvásár, 1983. november 30. –) román válogatott labdarúgó.

## Sikerei, díjai
Dinamo București
- Román bajnok (1): 2006–07
- Román kupagyőztes (1): 2004–05
- Román szuperkupagyőztes (1): 2005

Steaua București
- Román bajnok (1): 2013–14

## Külső hivatkozások
- Adrian Cristea a national-football-teams.com honlapján